# F-34 (cañón)

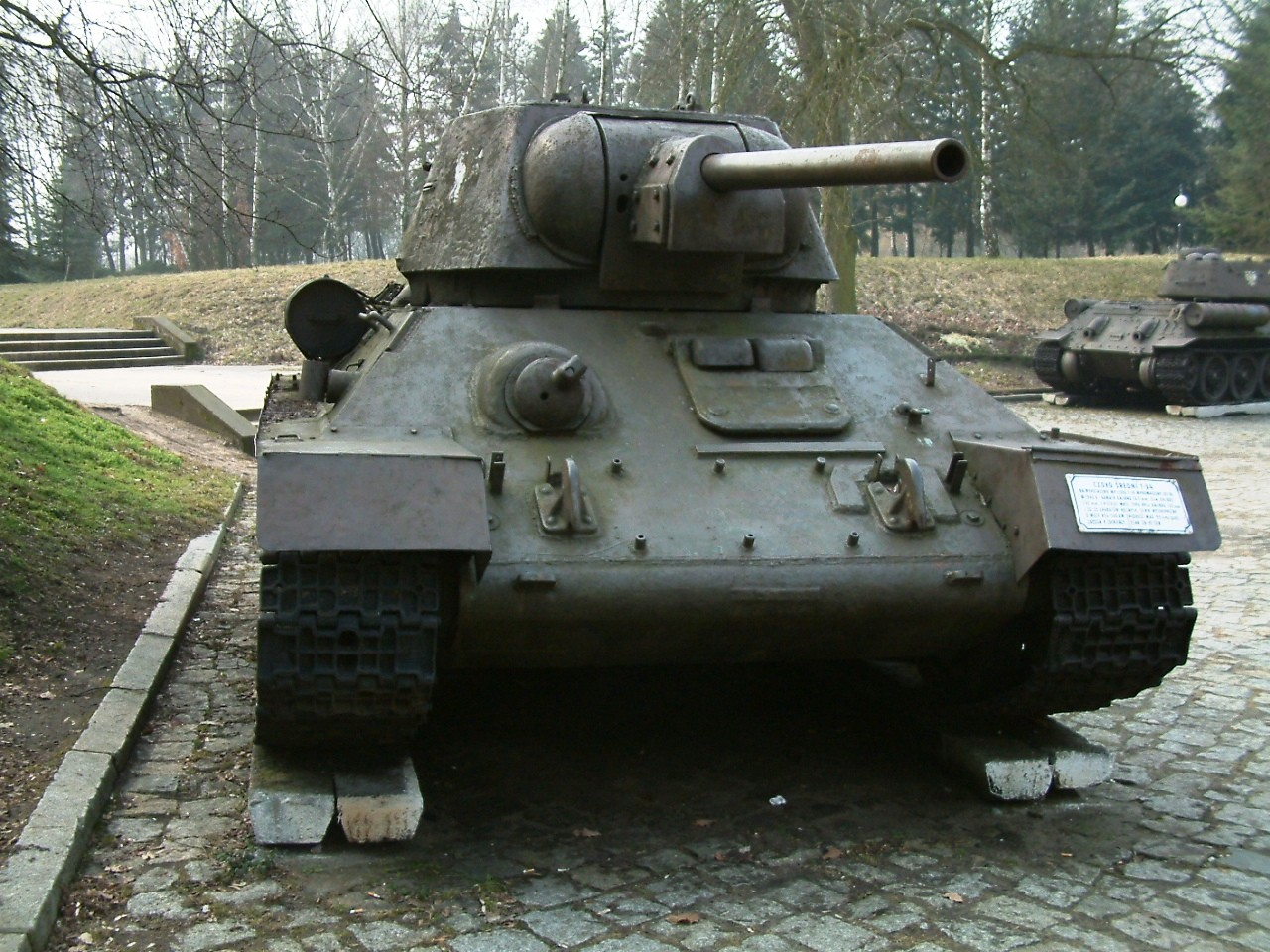
El F-34 era el arma estándar en el tanque medianoT-34/76. En la foto, un T-34 modelo 1943, reconocible por su torreta hexagonal de acero fundido.

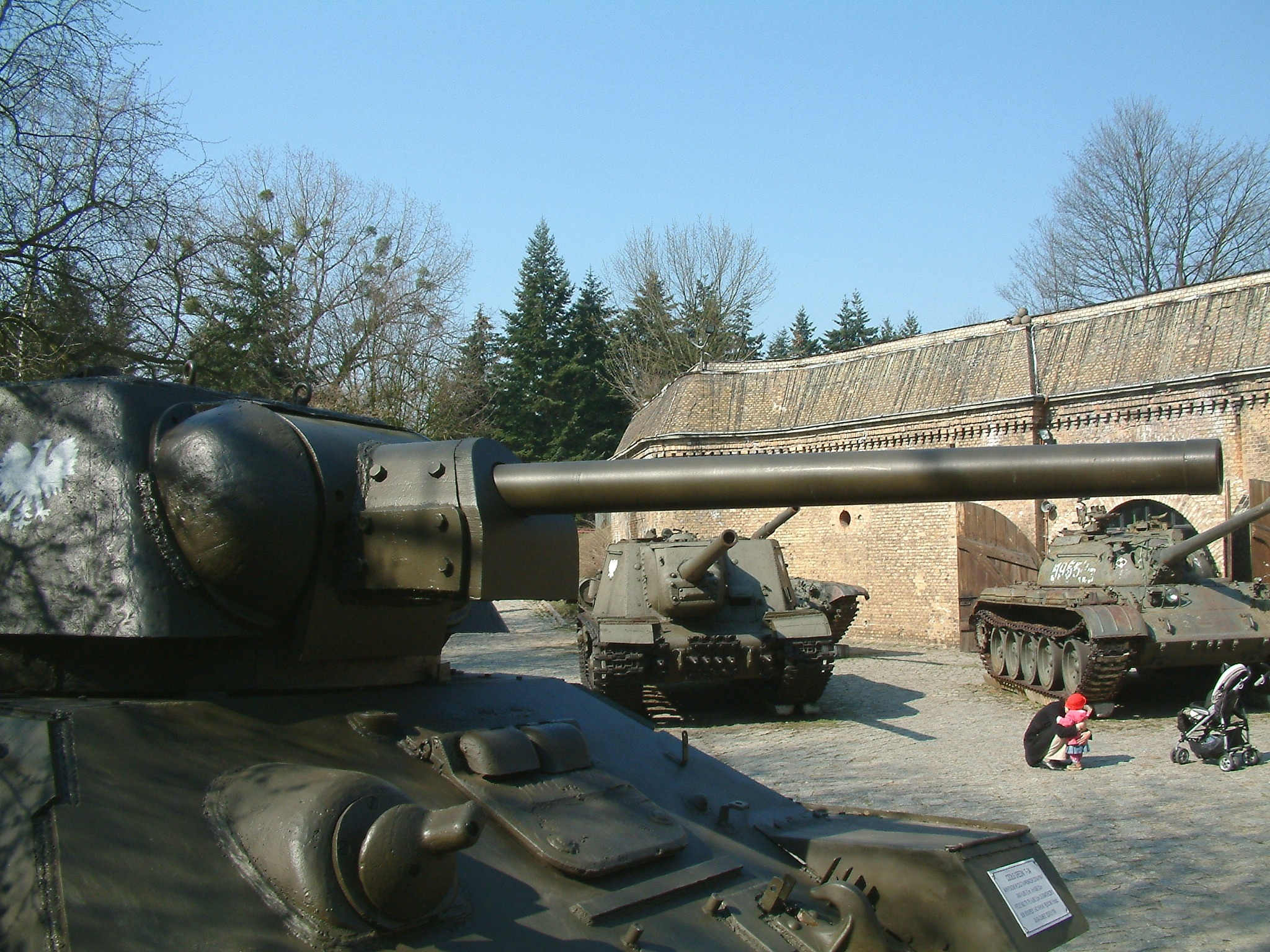
Vista lateral.

El F-34 calibre 76,2 mm era un cañón de ánima rayada soviético usado en los tanques T-34 y KV-1 durante la Segunda Guerra Mundial. El ZiS-5 era una versión de esta arma modificada específicamente para el tanque pesado KV-1.
El F-34 fue diseñado antes del inicio de la guerra por P. Muraviev del departamento de diseño Vasiliy Grabin, en la Fábrica #92, en Gorky. El arma era superior a los anteriores F-32 y L-11 de 76,2 mm, si bien estos dos ya habían sido aprobados para el nuevo tanque medio T-34. El primer modelo de F-34 (1940) estaba en producción cuando Alemania invadió a la Unión Soviética. Aunque estaba listo para la producción, la interferencia del mariscal Grigori Kulik hizo que los burócratas involucrados no se decidieran a aprobar al F-34. 
Pero el director de la Fábrica de Locomotoras de Járkov, centro de producción del T-34, se las arregló para producir de todas maneras el F-34, y comenzó a instalar el cañón en los tanques nuevos. Los tanques T-34 modelo 1941 eran muy valorados por sus tripulaciones, y cartas de unidades blindadas llegaron al Comité de Defensa del Estado (GKO), el cual autorizó la producción oficialmente.
También por la intromisión del mariscal Kulik, el tanque pesado KV-1 modelo 1940 terminó usando el cañón F-32; menos potente que el F-34. El diseñador en jefe de blindados, Iosif Kotin, convenció al GKO de que se permita el uso del F-34 en el KV-1 modelo 1941. Como resultado de esto, el ZiS-5 fue una versión del cañón diseñada para instalarse mejor en la torreta del KV-1.
Hacia 1943, el blindaje de los nuevos tanques alemanes Tiger I y Panther había superado claramente la penetración del F-34, de manera que se realizaron experimentos para encontrar un reemplazo. El cañón de alta velocidad ZiS-2, que ofrecía mayor perforación, fue instalado en algunos tanques T-34/57, pero el calibre menor de esta arma impedía disparar un proyectil explosivo adecuado para uso general y sólo se empleó durante la Batalla de Moscú en pequeños regimientos cazacarros. Un prototipo de tanque más pesado se fabricó bajo la denominación T-43, pero seguía siendo vulnerable al KwK 36 de 88 mm del Tiger I, y su movilidad se veía afectada por el peso del blindaje.
Para el posterior tanque medio T-34/85 se usaron cañones D-5T y ZiS-S-53, ambos de 85 mm. El tanque pesado IS-2 se equipó con un cañón de 122 mm, y el cazatanques ISU-152 con un cañón de 152 mm.
La Unión Soviética también instaló algunos F-34 en tanques estadounidenses M4 Sherman que se habían entregado por el programa Lend-Lease, a los que denominó M4M. El investigador Steve Zaloga afirma que esta conversión no fue realmente necesaria, ya que la munición para el cañón de 75 mm del Sherman no escaseaba.

## Comparación de cañones
El L-11 estaba instalado en el tanque medio T-34 modelo 1940 y en el tanque pesado KV-1 modelo 1939. El KV-1 modelo 1940 tenía un F-32. Posteriores modelos de ambos tanques se armaron con el F-34, hasta ser reemplazados por el tanque medio T-34/85 y el tanque pesado IS-2. La tabla está hecha con valores tomados frente a planchas de blindaje homogéneo laminado con 60° de inclinación sobre la vertical.
| Arma                                                | L-11 | F-32 | F-34 |
| --------------------------------------------------- | ---- | ---- | ---- |
| Largo (en calibres)                                 | 30.5 | 31.5 | 42.5 |
| F-534 de alto poder explosivo                       |      |      |      |
| peso (kg)                                           | 6,23 | ?    | 6,23 |
| velocidad de salida (m/s)                           | 610  | ?    | 680  |
| OF-350 de alto poder explosivo y fragmentación      |      |      |      |
| peso (kg)                                           | 6,21 | ?    | 6,21 |
| velocidad de salida (m/s)                           | 610  | ?    | 680  |
| BR-353A alto poder explosivo antitanque             |      |      |      |
| peso (kg)                                           | 6,21 | ?    | 6,21 |
| velocidad de salida (m/s)                           | 610  | ?    | 680  |
| perforación (mm)                                    | 75   | ?    | 75   |
| Perforante                                          |      |      |      |
| peso (kg)                                           | –    | ?    | –    |
| velocidad de salida (m/s)                           | –    | 612  | –    |
| perforación a 500 m (en mm de acero)                | –    | 60   | –    |
| perforación a 1000 m (en mm de acero)               | –    | 52   | –    |
| BR-350/BR-350A antiblindaje de alto poder explosivo |      |      |      |
| peso (kg)                                           | 6,3  | ?    | 6,3  |
| velocidad de salida (m/s)                           | 612  | ?    | 655  |
| perforación a 500 m (en mm de acero)                | 62   | ?    | 69   |
| perforación a 1000 m (en mm de acero)               | 56   | ?    | 61   |
| BR-350P antiblindaje de núcleo rígido               |      |      |      |
| peso (kg)                                           | –    | ?    | 3,0  |
| velocidad de salida (m/s)                           | –    | ?    | 965  |
| perforación a 500 m (en mm de acero)                | –    | ?    | 92   |
| perforación a 1000 m (en mm de acero)               | –    | ?    | 60   |